# ルイ・ド・ナヴァール
ルイ・ド・ナヴァール（Louis de Navarre, comte de Beaumont-le-Roger, duc de Durazzo, 1341年頃 - 1376年）は、フランス王家傍系エヴルー家の公子、ナバラ王子、ボーモン＝ル＝ロジェ伯。ドゥラッツォ女公ジョヴァンナとの結婚により、さらにドゥラッツォ公の称号を帯びた。ナバラ王兼エヴルー伯フェリペ3世（フィリップ3世）と女王フアナ2世（ジャンヌ2世）の間の第8子、三男、末息子として生まれた。ナバラ王兼エヴルー伯カルロス2世（シャルル2世、悪人王）とロングヴィル伯フィリップの弟。

## 生涯
母ジャンヌ2世はフランス王ルイ10世の娘ながら、女子相続を禁じたサリカ法典のためにフランス王位継承権者の列から排除され、ナバラ王位のみを受け継いだ。こうした事情から、ナバラ王家の一族はヴァロワ家のフランス王位に挑戦する姿勢を見せていた。
1358年、マリア・デ・リザラズ（Maria de Lizarazu）と最初の結婚をする。しかしこの身分違いの結婚は長兄のナバラ王シャルル2世の認めるところとならず、間に生まれた子供たちは庶子扱いとなった。1360年、ブレティニー条約締結に伴って百年戦争の第1局面が終わりを迎えると、フランス王家とエヴルー家も和解し、ルイもフランス王権に占拠されていたボーモン伯領を取り戻した。
1366年、アンジュー＝シチリア家の王女の1人、ドゥラッツォ女公ジョヴァンナ（ドゥラッツォ公カルロの娘）と結婚した。ドゥラッツォ（ドゥラス）はアルバニアにおけるアンジュー家支配の拠点だったが、1367年にアルバニア人の諸侯カール・トピアによって占領された。ルイは妻の所領を奪還すべく、兄シャルル悪人王や、かつては一族の敵であったフランス王シャルル5世の援助を求めた。その際、ボーモン伯領をフランス王の抵当に入れた。
1372年、ルイはナバラ傭兵団を組織した。この傭兵団は以前からフランス領内に存在していたが、ナバラで募兵を実施したことで、さらに大きな規模となった。ルイは軍団を引き連れてアルバニアに上陸し、1376年の夏にドゥラッツォを奪回したが、その直後に死去した。ジョヴァンナとの間に子供は無かった。
妻と認められなかったマリア・デ・リザラズとの間に、以下の4人の子供をもうけた。
- フアナ（1359年頃 - 1392年以降） - Pedro de Laxageと結婚
- カルロス（スペイン語版）（1361年頃 - 1432年） - ナバラ王国大元帥
- トリスタン（生没年不詳） - パンプローナ司教座聖堂参事会員
- ルイス（生没年不詳）

ルイの長男カルロスを祖とするボーモン家（レリン伯爵家）は、ナバラ王国で最も権勢の強い大貴族家門の1つとなり、15世紀中葉のナバラ内戦ではビアナ公カルロスを支持するボーモンテセス派の領袖となった。現在のアルバ女公はボーモン家の血筋を引いている。